# Yoon Sun-woo
Đây là một tên người Triều Tiên, họ là Yoon.
Yoon Sun-woo (tên thật: Yoon Min-soo, sinh ngày 7 tháng 9 năm 1985) là một diễn viên người Hàn Quốc.

## Sự nghiệp diễn xuất

### Phim truyền hình
| Năm  | Tên phim                           | Kênh chiếu | Vai diễn              | Chú thích |
| ---- | ---------------------------------- | ---------- | --------------------- | --------- |
| 2003 | Environment Sentai Genta Force     | EBS 1      |                       |           |
| 2006 | MBC Best theater - Exposure        | MBC        |                       |           |
| 2010 | God's Quiz 1                       | OCN        |                       |           |
| 2011 | Crime Squad                        | KBS2       |                       |           |
| 2012 | Homicide                           | KBS2       |                       |           |
| 2013 | Shining Romance                    | MBC        |                       |           |
| 2014 | KBS Drama Special - Pretty Omanbok | KBS2       | Joon (33)             |           |
| 2014 | Abiding Love Dandelion             | KBS2       | Shin Tae Oh           |           |
| 2016 | Người tình ánh trăng               | SBS        | Cửu hoàng tử Wang Won |           |
| 2017 | Reunited Worlds                    | SBS        | Sung Young-jun        |           |
| 2018 | Vẫn mãi tuổi 17 (Still 17)         | SBS        | Kim Hyung Tae         |           |

### Phim điện ảnh
| Năm  | Tên phim                       | Chú thích |
| ---- | ------------------------------ | --------- |
| 2003 | The Circle                     |           |
| 2012 | Bang!                          |           |
| 2013 | Điều kỳ diệu ở phòng giam số 7 |           |